# Mikael Åkerfeldt

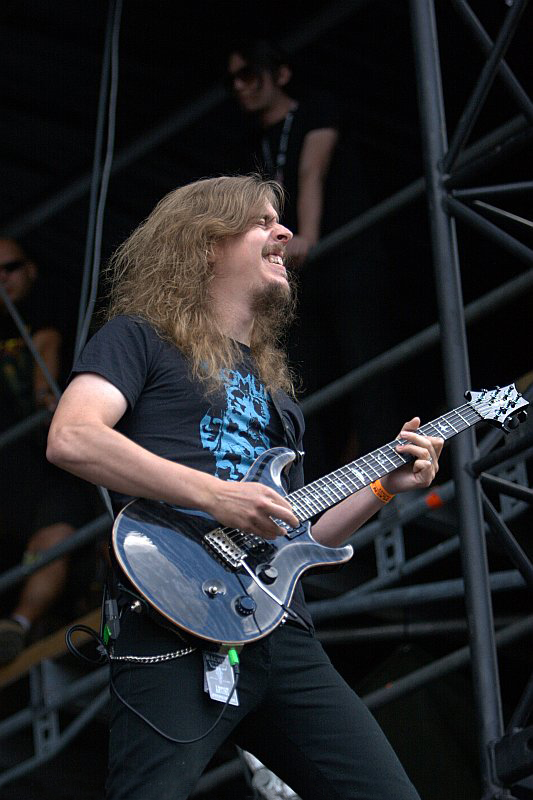
Mikael Åkerfeldt op Wacken Open Air in 2006.

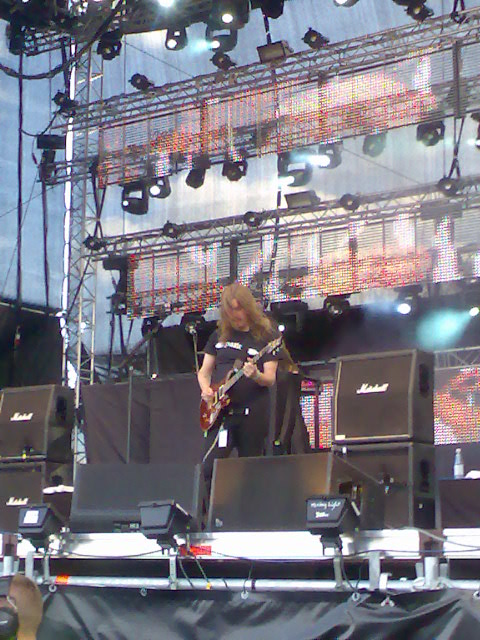
Mikael Åkerfeldt op Ruisrock 2008 (Turku) in 2008.

Lars Mikael Åkerfeldt (Stockholm, 17 april 1974) is een Zweeds zanger en gitarist in de genres metal en progressive rock.

## Biografie
Mikael Åkerfeldt is sinds 1992 leadzanger en gitarist van de Zweedse metalband Opeth en was de zanger van deathmetalband Bloodbath. Tevens was hij de zanger van Eruption, een deathmetalband die hij in 1988 vormde. Hij verzorgde ook zangpartijen op verschillende albums van Katatonia. Tussen 2010 en 2012 vormde hij samen met Steven Wilson de band Storm Corrosion, die een gelijknamig album uitgaf.
Åkerfeldt staat bekend om zijn vermogen zowel helder en zuiver te zingen als te grunten, het diep uit de keel zingen en een bepaalde trilling met de huig te maken. Dat wordt veel in deathmetalnummers gedaan. Op de latere albums van Opeth gebruikt Åkerfeldt alleen nog maar zijn zuivere zangstem. Verder staat hij bekend om zijn door progressieve rock beïnvloede manier van nummers schrijven en zijn droge grappen tijdens live-optredens.
Åkerfeldt is ook de persoon die op de naam "Opeth" kwam. Hij haalde de naam uit het boek The Sunbird van Wilbur Smith, waar Opet de naam is van de stad van de maan.

## Privéleven
In 2003 trouwde Åkerfeldt met zijn vriendin Anna. Ze hebben twee dochters, Melinda en Mirjam.
- Bibsys: 8014848
- Bibliothèque nationale de France: cb159264638 (data)
- Gemeinsame Normdatei: 135444322
- International Standard Name Identifier: 0000 0003 7190 4886
- Library of Congress Control Number: n2007027502
- MusicBrainz: 1a2b4f01-cdc8-406d-b34b-eef8603d104e
- Nationale Bibliotheek van Tsjechië: xx0228385
- Virtual International Authority File: 33905645
- WorldCat: E39PBJhmMGBDj68WfGhCh43bBP